# Miquel Àngel Sòria i Cuartero
Miquel Àngel Sòria i Cuartero (Lleida, 1946 - 14 d'agost de 2025) va ser un militant comunista, professor d'institut i alcalde de Martorelles del 2004 a 2009.
Militant del PSUC des del 1970, i posteriorment del PCC i de Comunistes, l'any 2003 encapçalà la candidatura d'ICV-EUiA per les eleccions municipals de Martorelles. Un pacte a tres bandes amb ERC i el PSC, que acordaren repartir-se l'alcaldia al llarg del mandat, propicià que Sòria esdevingués alcalde el 15 de setembre del 2004.
En les eleccions del 2007, CiU tornà a ser la força més votada, però un nou pacte, aquest entre "Units per Martorelles" i ICV-EUiA tornà a donar-li l'alcaldia (en principi, fins al 2009). En els seus dos mitjos mandats va impulsar un pla de sanejament econòmic municipal arran del dèficit heretat del govern anterior, va posar en marxa el sistema de recollida selectiva porta a porta i va reobrir la biblioteca municipal Montserrat Roig. El 2009, Sòria va cedir l'alcaldia a Romuald Velasco i posteriorment també va deixar el càrrec de regidor.